# Книга за заселването на Исландия
Книга за заселването на Исландия (на исландски: Landnámabók) е един от най-важните средновековни исторически трудове относно заселването на Исландия, написан от исландския хронист Ари Торгилсон през 11 в.
Торгилсон е съставил подробни списъци на първите заселници (435 на брой), стъпили на исландския бряг между 850 и 930 г., които в основната си част били норвежци (към момента на написване на Ланднаумабоук на исландска земя вече живеело пето поколение заселници). Повествованието започва с установяването на Ингоулвур Артнаршон, който първоначално обявил за своя собствена земя цялото югозападно крайбрежие, а впоследствие понеже не бил в състояние да използва сам тази обширна територия, започнал да я продава или подарява на приятели и близки, които пристигнали в следващите години. Ари Торгилсон посочва как е била разпределена земята между тях, указва границите между отделните ферми, описва биографиите на заселниците – потеклото им, откъде са пристигнали, а също така изброява и техните потомци до 11 в. В книгата са отбелязани повече от 3000 души и е безценен извор за проследяване генеалогията на съвременните исландци.
Известни са пет ръкописни копия на „Книга за заселването на Исландия“:
- Стюрлубоук – най-старото от тях, записано между 1275 и 1280 г. и единственото, което се е съхранило напълно;
- Хьойксбоук, записано между 1306 и 1308 г.;
- Мелабоук, от 1313 г., от което макар да са достигнали до нас само две парчета паргамент, се смята, че се придържа най-точно към оригинала;
- Тордарбоук, от 17 в.;
- Скардсарбоук, от 1636 г.